# Amphimallon jedlickai
Amphimallon jedlickai är en skalbaggsart som beskrevs av Vladimir Balthasar 1936. Amphimallon jedlickai ingår i släktet Amphimallon och familjen Melolonthidae. Inga underarter finns listade i Catalogue of Life.